# Военновъздушни сили на Гърция
ВВС на Гърция (на гръцки: Πολεμική Αεροπορία) са военновъздушните сили на Република Гърция. Задачата им е да охраняват гръцкото въздушно пространство и да осигуряват въздушна поддръжка на армията и флота на страната.

## История
ВВС на Гърция са създадени през септември 1911 г. с помощта на френски съветници. Шестима гръцки офицери са изпратени на обучение във Франция, където преминават летателна подготовка. Първият полет с военен самолет е извършен от лейтенант Димитриос Камберос на 13 май 1912 г. През септември същата година е положено началото на ВВС на Гърция със създаването на първата авиационна рота (Λόχος Αεροπόρων).
Гръцките ВВС вземат участие в Балканската война, Междусъюзническата война, Първата световна война, Гръко-турската война и Втората световна война.
До 1930 г. във Въоръжените сили на страната са съществували Армейска авиация и Морска авиация, подчинени съответно на Сухопътните войски и Военноморските сили. Със създаването на Министерство на авиацията през 1930 г. е създаден и третия вид ВС на Гърция – ВВС. През следващата 1931 г. е основано и Висшето военно училище на ВВС – ВУ „Икарон“ (Σχολή Ικάρων).
След окупацията на страната от Фашистка Германия през април 1941 г. на практика гръцките ВВС са унищожени почти напълно. Няколко месеца по-късно започва изграждането им наново в Близкия изток, вече като част от ВВС на Великобритания. След освобождаването на Гърция през 1944 г. ВВС са възстановени наново.
През 1950 г. във ВВС е извършена цялостна реорганизация по стандартите на НАТО. И малко по-късно вземат участие, предимно с авиотранспортни подразделения, в Корейската война.

## Организация
Организационно Военновъздушните сили на Гърция са сведени в:
- Главен щаб на Военновъздушните сили
  - Командване на Тактическата авиация
  - Командване за авиационна поддръжка
  - Командване за авиационно обучение
  - Самостоятелни звена

## Въоръжение
Въоръжението на ВВС на Гърция включва определен брой бойни самолети от типа F-16C/D block 30,40,50 и 52+, Mirage 2000 и 2000 – 5, F-4 и A-7; транспортни самолети C-130 и С-27; учебни самолети Т-2, Т-6 и Т-41; специализирани самолети CL-415 и CL-215 и др.
През юни 2005 г. Министерството на отбраната на Гърция обявява търг на стойност 1,1 млрд. долара за покупката на 30 самолета F-16C/D block 52+. Съществуват планове за интегрирането до 2007 г. във ВВС на Eurofighter 2000